# Commercial Crew and Cargo Program

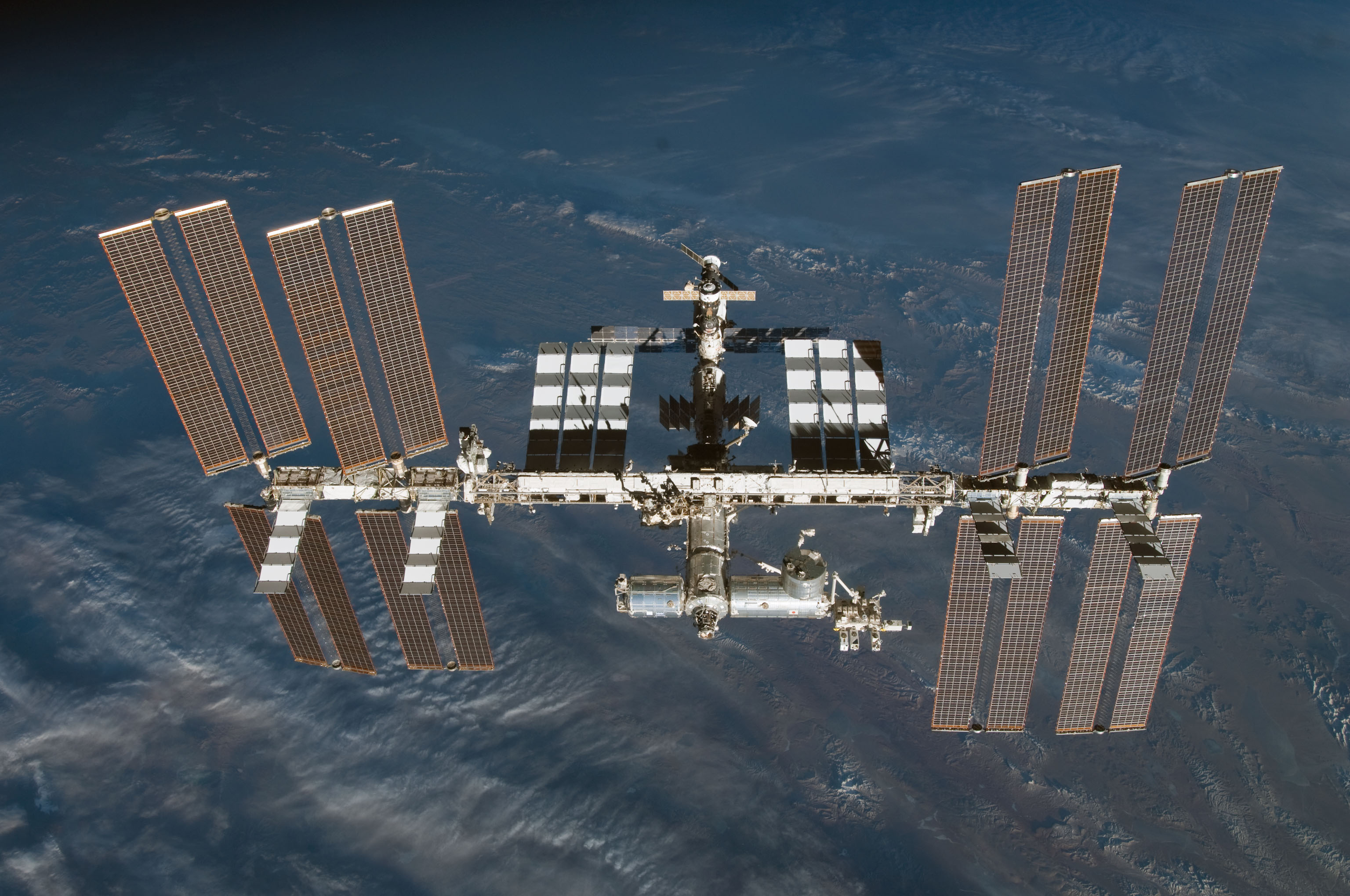
Das Ziel des Commercial Crew and Cargo Program: Versorgungs- und Personenflüge zur Internationalen Raumstation durch amerikanische Privatunternehmen

Das Commercial Crew and Cargo Program (auch als C3P bezeichnet) der NASA dient der Förderung der gewerblichen Anstrengungen, um sichere, verlässliche und kostengünstige Raumtransport-Fähigkeiten für Fracht und Personen in eine Niedrige Erdumlaufbahn zur Internationalen Raumstation zu entwickeln. Letztlich soll eine private Raumfahrtindustrie entstehen, welche ihre Dienstleistungen sowohl der Wirtschaft als aus dem Staat anbietet.
C3P beinhaltet das Commercial-Orbital-Transportation-Services-Programm (COTS) und das Commercial-Resupply-Services-Programm (CRS) sowie das Commercial-Crew-Development-Programm (CCDev) für die Entwicklung gewerblicher Raumkapseln für die bemannte Raumfahrt zur und von der ISS.
C3P wird vom Commercial Crew und Cargo-Program-Office (= C3PO) der NASA verantwortet.

## Programme

### Fracht

#### CRS 1
Die vom COTS-Programm geförderte erfolgreiche Entwicklung der Frachtkombination Falcon 9-Rakete mit dem Dragon-Raumschiff von SpaceX ab 2012 und der Antares Rakete mit dem Cygnus-Raumschiff der Orbital Sciences Corporation (seit 2018 Teil von Northrop Grumman Space Systems) ab 2014 führte zu konkreten Frachtaufträgen, die über das Commercial-Resupply-Services-Programm vergeben wurden.

#### CRS 2
Am 14. Januar 2016 erteilte die NASA in der zweiten Runde des Commercial Resupply Services-Programmes (CRS 2) neben dem Auftrag für mindestens sechs weitere Flüge an jeden der beiden bisherigen Auftragnehmer SpaceX und Orbital ATK auch einen Auftrag über sechs Frachtflüge an die Sierra Nevada Corporation für den Zeitraum 2019 bis 2024. Der kleine Raumgleiter Dream Chaser der Sierra Nevada Corporation war bei der Vergabe für Entwicklungsgelder für das Frachtentwicklungsprogramm COTS leer ausgegangen und eigentlich über das Programm für bemannte Flüge gefördert worden. Insgesamt kann die NASA während CRS 2 zusätzlich zu den 18 fest gebuchten Flügen weitere Flüge je nach Bedarf des Betriebes der ISS ordern, bis sie maximal 14 Milliarden Dollar verausgabt hat,
Laut Angaben Orbital ATK hat das vergrößerte Cygnus-Raumschiff für den Flug OA-6 aus CRS 1 eine Kapazität von ungefähr 3,5 Tonnen Fracht. Je nach Zusammensetzung, Gewicht und räumlicher Ausformung (Sperrigkeit) der zu transportierenden Ladungen innerhalb der sechs fest gebuchten Flüge will Orbital ATK insgesamt zwischen 22,5 und 26,5 Tonnen Fracht für 1,2 bis 1,5 Milliarden US-Dollar zur ISS liefern.

#### Zielerreichung
Im Ergebnis hat die NASA die Entwicklung von drei konkurrierenden Anbietern für Frachtflüge zur ISS ermöglicht.

## Aktueller Stand der Frachtflüge

### Dragon und Falcon 9
- Bis Mai 2018 hatte Dragon von SpaceX dreizehn erfolgreiche Frachtflüge zur ISS absolviert, NASA CRS-1 bis NASA CRS-6 sowie NASA CRS-8 bis NASA CRS-14.[4]
- Eine, die Mission NASA CRS-7, war gescheitert.

### Cygnus mit Antares oder Atlas V
- Ende 2017 hatte Cygnus für Orbital ATK, bzw. dem Vorgänger Orbital Sciences Corporation, sieben erfolgreiche Frachtflüge zur ISS absolviert, Orb-1, Orb-2, Orb-4 sowie OA-5 bis OA-8.[5]
- Die Mission Orb-3 war durch Explosion der Antares-Rakete gescheitert. Bis zur Lösung der Probleme ist Orbital ATK für die Missionen OA-4 und OA-6 dazu übergegangen, das Raumschiff mit der Atlas-V-Rakete der United Launch Alliance ins All zu befördern. Anschließend soll mit der verbesserten Antares-Rakete die Mission OA-5 gestartet werden. Die Vertauschung der Reihenfolge der Flüge OA-5 und OA-6 resultiert daraus, dass der zweite Flug mit der Atlas V erst nachträglich eingeschoben wurde, um so die Vorgaben der NASA erfüllen zu können.